# Nansha
 Nansha léase Nan-Shá (en chino:南沙区, pinyin:Nánshā qū) es un distrito urbano  bajo la administración directa de la Subprovincia de Guangzhou. Se ubica en el Delta del río Perla en la Provincia de Cantón, República Popular China. Su área es de 544 km² y su población es de 150 000 (98% han) habitantes.
El código postal es el 510700 y el de área 020.

## Administración
El distrito de Nansha se divide en 2 subdistritos y 3 poblados.
| Nombre         | Chino    | Pinyin          |
| -------------- | -------- | --------------- |
| Subd. Nansha   | 南沙街道 | Nánshā Jiēdào   |
| Subd. Zhujiang | 珠江街道 | Zhūjiāng Jiēdào |
| Huangge        | 黄阁镇   | Huánggé Zhèn    |
| Wanqingsha     | 万顷沙镇 | Wànqǐngshā Zhèn |
| Hengli         | 横沥镇   | Hénglì Zhèn     |

## Clima
Debido a su posición geográfica,los patrones climáticos en la siguiente tabla son los mismos de Cantón.
| Parámetros climáticos promedio de Nansha (1971–2000) | Parámetros climáticos promedio de Nansha (1971–2000) | Parámetros climáticos promedio de Nansha (1971–2000) | Parámetros climáticos promedio de Nansha (1971–2000) | Parámetros climáticos promedio de Nansha (1971–2000) | Parámetros climáticos promedio de Nansha (1971–2000) | Parámetros climáticos promedio de Nansha (1971–2000) | Parámetros climáticos promedio de Nansha (1971–2000) | Parámetros climáticos promedio de Nansha (1971–2000) | Parámetros climáticos promedio de Nansha (1971–2000) | Parámetros climáticos promedio de Nansha (1971–2000) | Parámetros climáticos promedio de Nansha (1971–2000) | Parámetros climáticos promedio de Nansha (1971–2000) | Parámetros climáticos promedio de Nansha (1971–2000) |
| Mes                                                  | Ene.                                                 | Feb.                                                 | Mar.                                                 | Abr.                                                 | May.                                                 | Jun.                                                 | Jul.                                                 | Ago.                                                 | Sep.                                                 | Oct.                                                 | Nov.                                                 | Dic.                                                 | Anual                                                |
| ---------------------------------------------------- | ---------------------------------------------------- | ---------------------------------------------------- | ---------------------------------------------------- | ---------------------------------------------------- | ---------------------------------------------------- | ---------------------------------------------------- | ---------------------------------------------------- | ---------------------------------------------------- | ---------------------------------------------------- | ---------------------------------------------------- | ---------------------------------------------------- | ---------------------------------------------------- | ---------------------------------------------------- |
| Temp. máx. media (°C)                                | 18.3                                                 | 18.5                                                 | 21.6                                                 | 25.7                                                 | 29.3                                                 | 31.5                                                 | 32.8                                                 | 32.7                                                 | 31.5                                                 | 28.8                                                 | 24.5                                                 | 20.6                                                 | 26.3                                                 |
| Temp. mín. media (°C)                                | 10.3                                                 | 11.7                                                 | 15.2                                                 | 19.5                                                 | 22.7                                                 | 24.8                                                 | 25.5                                                 | 25.4                                                 | 24.0                                                 | 20.8                                                 | 15.9                                                 | 11.5                                                 | 18.9                                                 |
| Lluvias (mm)                                         | 40.9                                                 | 69.4                                                 | 84.7                                                 | 201.2                                                | 283.7                                                | 276.2                                                | 232.5                                                | 227.0                                                | 166.2                                                | 87.3                                                 | 35.4                                                 | 31.6                                                 | 1736.1                                               |
| Días de lluvias (≥ 0.1 mm)                           | 7.5                                                  | 11.2                                                 | 15.0                                                 | 16.3                                                 | 18.3                                                 | 18.2                                                 | 15.9                                                 | 16.8                                                 | 12.5                                                 | 7.1                                                  | 5.5                                                  | 4.9                                                  | 149.2                                                |
| Horas de sol                                         | 118.5                                                | 71.6                                                 | 62.4                                                 | 65.1                                                 | 104.0                                                | 140.2                                                | 202.0                                                | 173.5                                                | 170.2                                                | 181.8                                                | 172.7                                                | 166.0                                                | 1628.0                                               |
| Humedad relativa (%)                                 | 72                                                   | 78                                                   | 82                                                   | 84                                                   | 84                                                   | 84                                                   | 82                                                   | 82                                                   | 78                                                   | 72                                                   | 66                                                   | 66                                                   | 77.5                                                 |
| Fuente: China Meteorological Administration          |                                                      |                                                      |                                                      |                                                      |                                                      |                                                      |                                                      |                                                      |                                                      |                                                      |                                                      |                                                      |                                                      |

## Tal vez te interese
- Islas Spratly o Nansha archipiélago del mar de la China Meridional, localizado entre Filipinas y Vietnam.